# La amada inmóvil
La amada inmóvil es una película en blanco y negro, de Argentina, dirigida por Luis Bayón Herrera sobre el guion de Manuel Villegas López que se estrenó el 27 de julio de 1945 y tuvo como principales intérpretes a Santiago Gómez Cou, Gloria Bernal, Homero Cárpena e Isabel Pradas.

## Sinopsis
Los amores de Ana Cecilia Luisa Deillez con el poeta mexicano Amado Nervo.

## Reparto
Participaron del filme los siguientes intérpretes:
- Santiago Gómez Cou ... Amado Nervo
- Gloria Bernal ... Ana
- Homero Cárpena
- Isabel Pradas ... Adela (duquesa)
- Darío Cossier
- Lía Casanova
- Alfonso Ferrari Amores
- Margot Abad
- Ivonne De Lys
- Lucia Canone

## Comentarios
La crónica de El Heraldo del Cinematografista dijo que el romance de los protagonistas no ofrecía un material cinematográfico muy rico por lo que el fin gira casi constantemente en torno al mismo y Calki opinó en El Mundo:

«Con gran sombrero de alas anchas y moñó volador, Amado Nervo aparece en París, en sus horas de bohemio… el relato se desliza lánguidamente, animado aquí y allá con recitaciones de algunos de sus versos.»